# David Sears

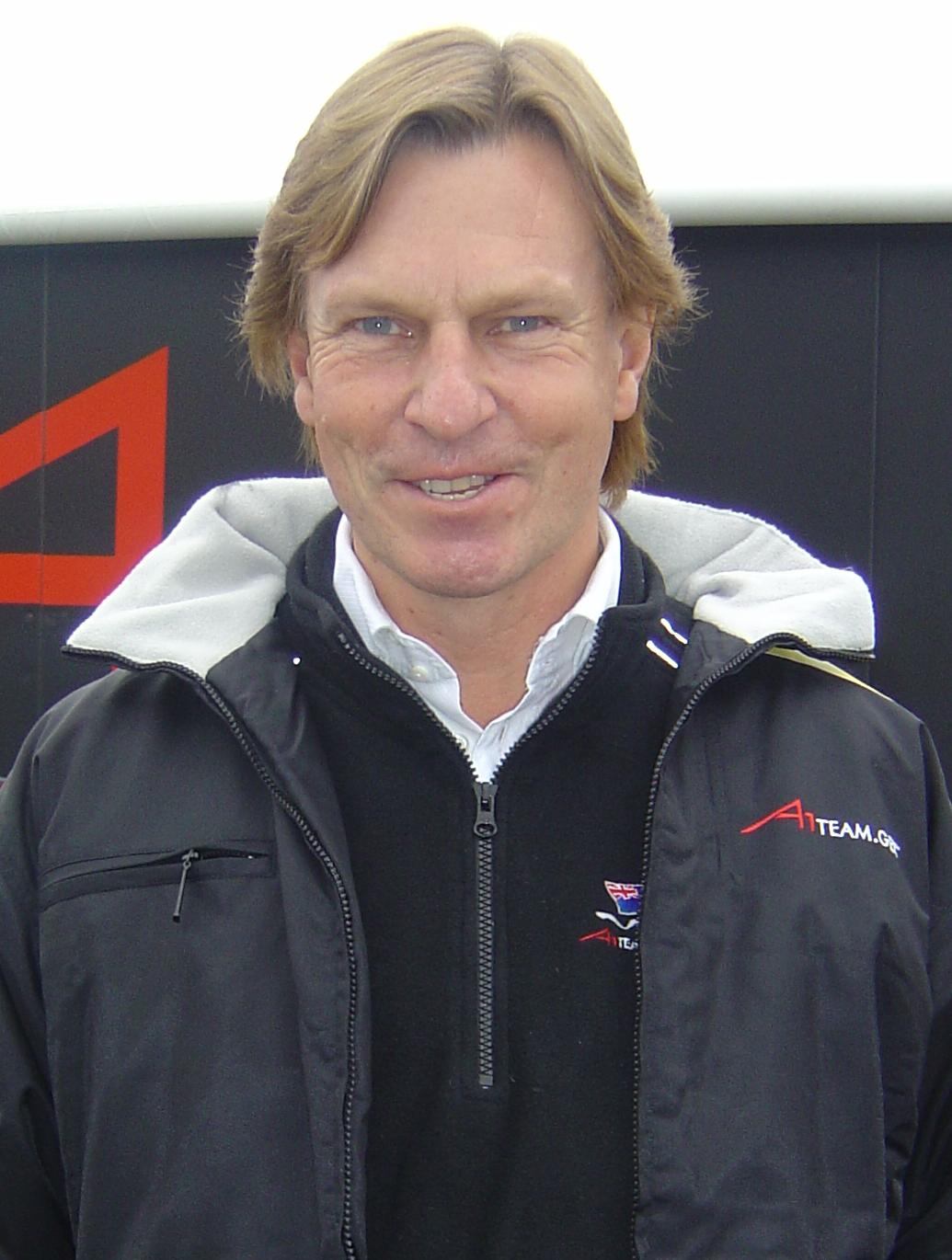
David Sears 2007

David John Charles Sears (* 9. Dezember 1955 in Norwich) ist ein britischer Unternehmer, Rennstallbesitzer und ehemaliger Autorennfahrer sowie der Sohn von Jack Sears.

## Karriere als Rennfahrer
David Sears Vater war in den 1960er-Jahren unter dem Spitznamen Gentleman Jack ein erfolgreicher Tourenwagen-Rennfahrer. Zweimal gewann er die Britische Tourenwagen-Meisterschaft. Der Sohn begann seine Fahrerkarriere 1978 in der Formel Ford, mit zwei Meisterschaftserfolgen 1979. 1980 fuhr er in der britischen Formel-3-Meisterschaft gegen die späteren Formel-1-Piloten Stefan Johansson (Meister), Kenny Acheson, Roberto Guerrero, Nigel Mansell und Michele Alboreto. Sears klassierte sich als Meisterschaftsachter, eine Position von Mansell und eine weitere vor dem späteren Rennstallbesitzer Eddie Jordan- Im selben Jahre war er bei Lotus als dritter Einsatzfahrer beim Großer Preis von Österreich im Gespräch, das Cockpit erhielt jedoch Nigel Mansell.
David Sears fuhr zwei weitere Jahre in der Formel 3 und wandte sich dann dem Tourenwagensport zu. Die Erfolge seines Vaters konnte er nicht erreichen, die beste Saison hatte er 1985 im Ford Sierra XR4 Ti mit dem neunten Endrang (Meister Andy Rouse). Bis zum Ende seiner Fahrerkarriere, mit dem Ablauf der Rennsaison 1990, ging er nur mehr spärlich bei ausgewählten Rennen der All Japan Sports Prototype Championship und der Sportwagen-Weltmeisterschaft an den Start.
Bei seinem vorletzten Renneinsatz erreichte er das beste Ergebnis seiner Fahrerkarriere. Gemeinsam mit Tiff Needell und dem Tourenwagenkollegen Anthony Reid kam er im Porsche 962C beim 24-Stunden-Rennen von Le Mans 1990 als Gesamtdritter ins Ziel.

## Rennstallbesitzer und Unternehmer
Bereits während seiner aktiven Zeit unterhielt David Sears unter dem Namen David Sears Motorsport ein in Japan aktives Rennteam, aus dem 1994 Super Nova Racing wurde. Bis zur Auflösung Ende 2014 gewann der Rennstall unter anderem fünfmal die Teamwertung der internationalen Formel-3000-Meisterschaft, dazu kamen vier Fahrertitel, 27 Rennsiege und 28 Pole-Positions.
David Sears war und ist an einigen Unternehmen beteiligt, dazu zählte das westafrikanische Bergbauunternehmen Thunderball.

## Statistik

### Le-Mans-Ergebnisse
| Jahr | Team             | Fahrzeug          | Teamkollege  | Teamkollege  | Platzierung | Ausfallgrund |
| ---- | ---------------- | ----------------- | ------------ | ------------ | ----------- | ------------ |
| 1989 | Aston Martin     | Aston Martin AMR1 | David Leslie | Ray Mallock  | Ausfall     | Elektrik     |
| 1990 | Alpa Racing Team | Porsche 962C      | Anthony Reid | Tiff Needell | Rang 3      |              |

### Einzelergebnisse in der Sportwagen-Weltmeisterschaft
| Saison | Team         | Rennwagen         | 1   | 2   | 3   | 4   | 5   | 6   | 7   | 8   | 9   | 10  |
| ------ | ------------ | ----------------- | --- | --- | --- | --- | --- | --- | --- | --- | --- | --- |
| 1986   | SARD         | SARD MC86X        | MON | SIL | LEM | NÜN | BRH | JER | NÜR | SPA | FUJ |     |
| 1986   | SARD         | SARD MC86X        |     |     |     |     |     | 23  |     |     |     |     |
| 1987   | SARD         | SARD MC87S        | JAR | JER | MON | SIL | LEM | NÜN | BRH | NÜR | SPA | FUJ |
| 1987   | SARD         | SARD MC87S        |     |     |     |     |     |     | 17  |     |     |     |
| 1989   | Aston Martin | Aston Martin AMR1 | SUZ | DIJ | JAR | BRH | NÜR | DON | SPA | MEX |     |     |
| 1989   | Aston Martin | Aston Martin AMR1 |     |     | 7   |     |     |     |     |     |     |     |